# Малинская сельская община
Малинская сельская община (укр. Малинська сільська громада) — территориальная община в Ровненском районе Ровненской области Украины.
Административный центр — село Малинск.
Население составляет 6141 человек. Площадь — 199,8 км².
В соответствии с распоряжением Кабинета Министров Украины от 12 июня 2020 года, в состав общины вошла территория Бронского, Малинского, Полянского и Ярыновского сельских советов упразднённого Березновского района.

## Населённые пункты
В состав общины входит 6 сёл:
- Малинск
  - Карачун
  - Малушка
- Бронский старостинский округ:
  - Бронное
- Полянский старостинский округ:
  - Поляны
- Ярыновский старостинский округ:
  - Ярыновка